# Aurora (planetka)
(94) Aurora je planetka nacházející se v hlavním pásu asteroidů. Její průměr činí asi 205 km. Byla objevena 6. září 1867 kanadsko-americkým astronomem J. C. Watsonem.